# Итоговый турнир WTA 2017 — одиночный турнир
Каролина Возняцки — победительница турнира.
Прошлогодняя чемпионка — Доминика Цибулкова — не защищала свой титул, поскольку не смогла отобраться на итоговый турнир года.

## Посев
| 1. Симона Халеп (Группа) 2. Гарбинье Мугуруса (Группа) 3. Каролина Плишкова (Полуфинал) 4. Элина Свитолина (Группа) | 1. Винус Уильямс (Финал) 2. Каролина Возняцки (Титул) 3. Елена Остапенко (Группа) 4. Каролин Гарсия (Полуфинал) |

## Запасные
| 1. Кристина Младенович (Не использована) | 1. Светлана Кузнецова (Не использована) |

## Ход турнира

### Используемые сокращения
- Q (англ. qualifier, дословно — квалифицировавшийся) — победитель квалификационного турнира.
- WC (англ. wild card, уайлд-кард) — специальное приглашение от организаторов.
- LD (англ. last direct acceptance, последний прямой допуск) — игрок, находящийся последним в списке участников, попадающих напрямую в основную сетку.
- LL (англ. lucky loser, лаки-лузер) — игрок с наивысшим рейтингом из проигравших в финальном раунде квалификации, приглашённый в качестве замены поздно снявшегося игрока основной сетки.
- Rt (англ. retired, дословно — снявшийся) — отказ игрока от продолжения игры по ходу матча.
- W/O (англ. walkover, дословно — проход) — выигрыш на невыходе соперника на игру.
- SE (англ. special exempt) — специальный допуск. Используется для игроков, которые удачно сыграли на неделе, предшествовавшей турниру, и потому не могли участвовать в квалификации.
- SR (англ. special rating) — специальный рейтинг. Даётся игроку, получившему травму и выбывшему из тура не менее чем на 6 месяцев и до двух лет. В этом случае его рейтинг на время лечения травмы «замораживается» и затем после возвращения, он имеет право заявляться на несколько турниров (определяется регламентом тура), чтобы попадать на турниры своего уровня.
- PR (англ. protected ranking, дословно — защищённый рейтинг). Используется для допуска в турнир игроков, пропустивших долгое время из-за травмы и опустившихся в рейтинге.
- ALT (англ. alternate) — альтернативный игрок в сетке (замена кого-то из поздно снявшихся с турнира).
- S (англ. suspended, дословно — отложен) — матч приостановлен из-за дождя или темноты.
- D (англ. defaulted) — один из спортсменов снят с турнира за неспортивное поведение.

### Финальные раунды
|  | Полуфиналы | Полуфиналы        | Полуфиналы        | Полуфиналы        | Полуфиналы        | Полуфиналы        | Полуфиналы        | Полуфиналы        | Полуфиналы | Полуфиналы |   |                   | Финал             | Финал             | Финал             | Финал             | Финал             | Финал             | Финал         | Финал         | Финал | Финал |
|  |            |                   |                   |                   |                   |                   |                   |                   |            |            |   |                   |                   |                   |                   |                   |                   |                   |               |               |       |       |
|  | 3          | Каролина Плишкова | Каролина Плишкова | Каролина Плишкова | Каролина Плишкова | Каролина Плишкова | Каролина Плишкова | Каролина Плишкова | 69         | 3          |   |                   |                   |                   |                   |                   |                   |                   |               |               |       |       |
|  | 3          | Каролина Плишкова | Каролина Плишкова | Каролина Плишкова | Каролина Плишкова | Каролина Плишкова | Каролина Плишкова | Каролина Плишкова | 69         | 3          |   |                   |                   |                   |                   |                   |                   |                   |               |               |       |       |
|  | 6          | Каролина Возняцки | Каролина Возняцки | Каролина Возняцки | Каролина Возняцки | Каролина Возняцки | Каролина Возняцки | Каролина Возняцки | 7          | 6          |   |                   |                   |                   |                   |                   |                   |                   |               |               |       |       |
|  |            |                   |                   |                   |                   |                   |                   |                   |            |            | 6 | Каролина Возняцки | Каролина Возняцки | Каролина Возняцки | Каролина Возняцки | Каролина Возняцки | Каролина Возняцки | Каролина Возняцки | 6             | 6             |       |       |
|  |            |                   |                   |                   |                   |                   |                   |                   |            |            | 6 | Каролина Возняцки | Каролина Возняцки | Каролина Возняцки | Каролина Возняцки | Каролина Возняцки | Каролина Возняцки | Каролина Возняцки | 6             | 6             |       |       |
|  |            |                   |                   |                   |                   |                   |                   |                   |            |            |   |                   | 5                 | Винус Уильямс     | Винус Уильямс     | Винус Уильямс     | Винус Уильямс     | Винус Уильямс     | Винус Уильямс | Винус Уильямс | 4     | 4     |
|  | 5          | Винус Уильямс     | Винус Уильямс     | Винус Уильямс     | Винус Уильямс     | Винус Уильямс     | Винус Уильямс     | 63                | 6          | 6          |   |                   | 5                 | Винус Уильямс     | Винус Уильямс     | Винус Уильямс     | Винус Уильямс     | Винус Уильямс     | Винус Уильямс | Винус Уильямс | 4     | 4     |
|  | 5          | Винус Уильямс     | Винус Уильямс     | Винус Уильямс     | Винус Уильямс     | Винус Уильямс     | Винус Уильямс     | 63                | 6          | 6          |   |                   |                   |                   |                   |                   |                   |                   |               |               |       |       |
|  | 8          | Каролин Гарсия    | Каролин Гарсия    | Каролин Гарсия    | Каролин Гарсия    | Каролин Гарсия    | Каролин Гарсия    | 7                 | 2          | 3          |   |                   |                   |                   |                   |                   |                   |                   |               |               |       |       |
|  | 8          | Каролин Гарсия    | Каролин Гарсия    | Каролин Гарсия    | Каролин Гарсия    | Каролин Гарсия    | Каролин Гарсия    | 7                 | 2          | 3          |   |                   |                   |                   |                   |                   |                   |                   |               |               |       |       |
|  |            |                   |                   |                   |                   |                   |                   |                   |            |            |   |                   |                   |                   |                   |                   |                   |                   |               |               |       |       |

### Групповой раунд
Золотистым выделены игроки, вышедшие в полуфинал.

#### Красная группа
| Посев | Теннисистка       | Халеп    | Свитолина      | Возняцки      | Гарсия         | Матчи | Сеты         | Геймы          | Место |
| ----- | ----------------- | -------- | -------------- | ------------- | -------------- | ----- | ------------ | -------------- | ----- |
| 1     | Симона Халеп      |          | 3-6, 4-6       | 0-6, 2-6      | 6-4, 6-2       | 1-2   | 2-4 (33,33%) | 21-30 (41,18%) | 4     |
| 4     | Элина Свитолина   | 6-3, 6-4 |                | 2-6, 0-6      | 7-67, 3-6, 5-7 | 1-2   | 3-4 (42,86%) | 29-38 (43,28%) | 3     |
| 6     | Каролина Возняцки | 6-0, 6-2 | 6-2, 6-0       |               | 6-0, 3-6, 5-7  | 2-1   | 5-2 (71,43%) | 38-17 (69,09%) | 2     |
| 8     | Каролин Гарсия    | 4-6, 2-6 | 6-77, 6-3, 7-5 | 0-6, 6-3, 7-5 |                | 2-1   | 4-4 (50,00%) | 38-41 (48,10%) | 1     |

#### Белая группа
| Посев | Теннисистка       | Мугуруса | Плишкова | Уильямс        | Остапенко      | Матчи | Сеты         | Геймы          | Место |
| ----- | ----------------- | -------- | -------- | -------------- | -------------- | ----- | ------------ | -------------- | ----- |
| 2     | Гарбинье Мугуруса |          | 2-6, 2-6 | 5-7, 4-6       | 6-3, 6-4       | 1-2   | 2-4 (33,33%) | 25-32 (43,86%) | 4     |
| 3     | Каролина Плишкова | 6-2, 6-2 |          | 6-2, 6-2       | 3-6, 1-6       | 2-1   | 4-2 (66,66%) | 28-20 (58,33%) | 1     |
| 5     | Винус Уильямс     | 7-5, 6-4 | 2-6, 2-6 |                | 7-5, 6-73, 7-5 | 2-1   | 4-3 (57,14%) | 37-38 (49,33%) | 2     |
| 7     | Елена Остапенко   | 3-6, 4-6 | 6-3, 6-1 | 5-7, 7-63, 5-7 |                | 1-2   | 3-4 (42,86%) | 36-36 (50,00%) | 3     |

При равенстве числа побед между тремя участницами выше стоит та, кто выиграла большее число сетов, из проведённых ей. При равенстве этого показателя выбирают лучшую по числу выигранных геймов, в соотношении от проведённых ей.